# トマス・クーツ
トマス・クーツ(Thomas Coutts ,1735年9月7日 - 1822年2月24日)はイングランド系スコットランド人の銀行家であり、クーツ銀行の創設者である。

## 生涯

### 事業の成功
トマス・クーツはジョン・クーツ (1699年 - 1751年) の4番目の息子として生まれた。ジョンはエディンバラにおいて、穀物問屋および為替手形の裏書人の事業を営んでおり、さらに1742年には市長に選ばれた。クーツ家はもともとモントローズに住んでいたが、1696年頃に一族のひとりがエディンバラへ移住した。エディンバラで生まれたクーツは、自然の成り行きとして王立高校で教育を受けた。父ジョンの死後まもなく、クーツ家の事業は二つに分割された。一方は引き続きエディンバラに拠点をかまえ、もう一方はロンドンで事業を展開することとなった。
ロンドンにおける銀行の経営には兄弟であるジェームズとクーツが共同で取り組んでいたが、ジェームズが1778年に亡くなったため、クーツが単独経営者となった。クーツの経営手腕のもと、銀行は高い評判を得た。彼の野心は企業家としての自身を確立することであり、財を成すことであった。彼はこの目的のもと実際に成功をおさめ、富と名声を獲得した。クーツは文学者や俳優とも親しく交流し、手に入れた莫大な財産を友人を支援するために惜しみなく使った。

### 私生活
ロンドンに居を構えてほどなく、彼はエリザベス・スターキーと結婚した。クーツの姪に付き添っていた若いエリザベスは、慎ましやかな性格の持ち主だった。彼らは幸せな結婚生活を送り、3人の娘に恵まれた。スーザンは1796年に第3代ギルフォード伯爵と、フランシスは1800年に初代ビュート侯爵と、ソフィアは1793年に第5代フランシス・バーデット准男爵とそれぞれ結婚した。その後エリザベスは1815年に死去。クーツは時を置かずして有名な女優であるハリエット・メロンと結婚し、1822年にロンドンで死去したときには、自身の財産の全てをハリエットに遺した。
未亡人となったハリエットは1827年に第9代セント・オールバンズ公爵と再婚した。彼女はその10年後、第5代フランシス・バーデット准男爵の末娘アンジェラに財産を遺して死去した。アンジェラはクーツの名と権力を相続し、1871年にバーデット・クーツ女男爵と名乗るようになった。